# Jüdischer Friedhof (Kořen)
Koordinaten: 49° 51′ 8,5″ N, 12° 50′ 45,7″ O

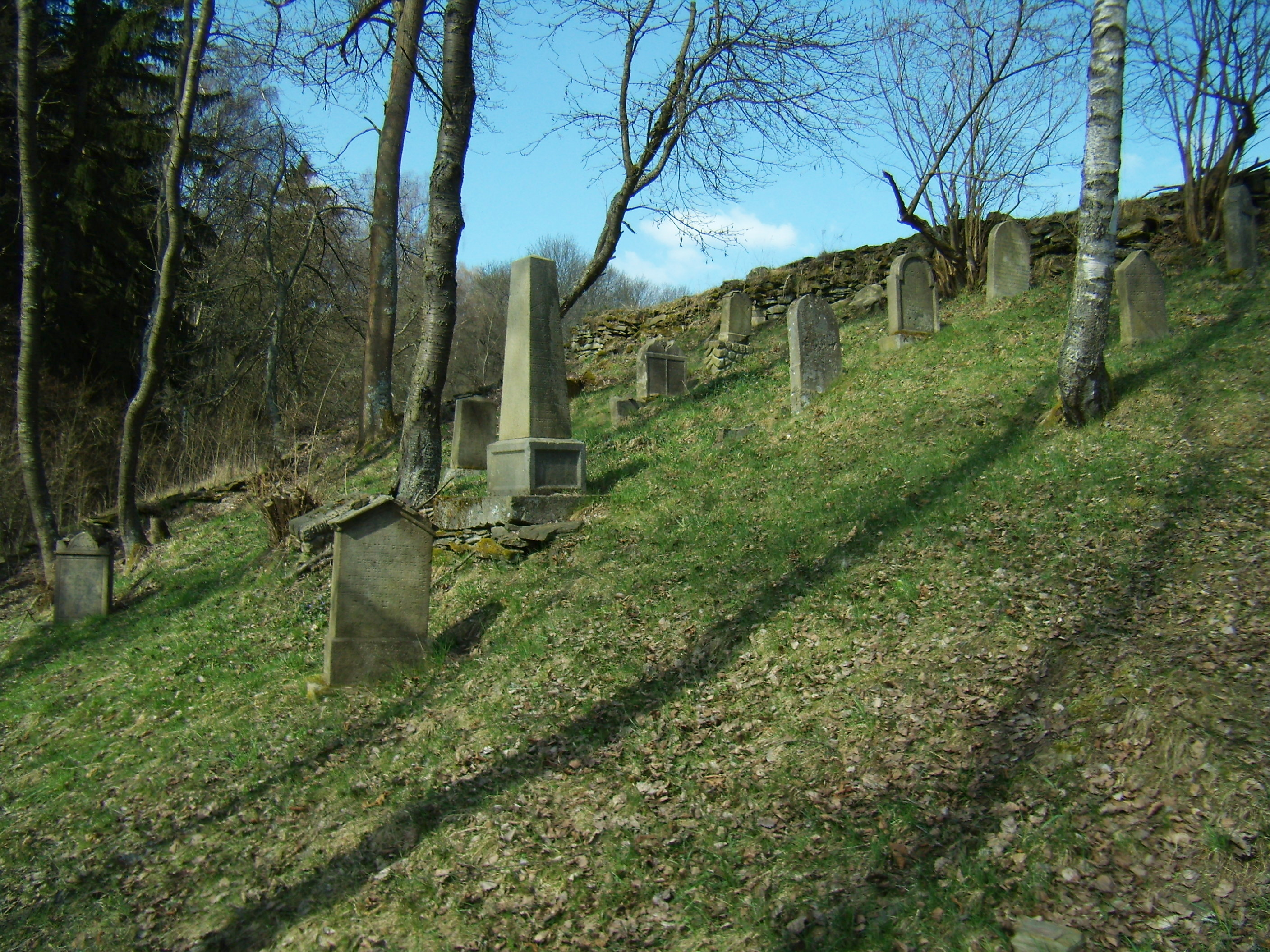
Jüdischer Friedhof in Kořen

Der Jüdische Friedhof in Kořen (deutsch Kurschin), einem Ortsteil der Gemeinde Olbramov im Okres Tachov in Tschechien, wurde zwischen 1825 und 1831 angelegt. Der jüdische Friedhof ist seit 2006 ein geschütztes Kulturdenkmal.
Auf dem Friedhof befinden sich heute noch 70 bis 80 Grabsteine.